# Куручай (приток Аракса)
Куруча́й (азерб. Quruçay) — река в Азербайджане, левый приток Аракса. Протекает по территории Ходжавендского и Физулинского районов.
С начала 1990-х годов до осени 2020 года верхнее течение реки контролировалось непризнанной Нагорно-Карабахской Республикой.

## Описание
Длина Куручая 82 км, площадь бассейна — 512 км². Река образуется слиянием рек Аллычай и Ишханчай. Куручай питается в основном дождевыми водами. Вода реки используется в орошении. В июле-августе уровень воды в реке сильно спадает, а в некоторые годы река полностью пересыхает.

## Топонимика
Слово «куру» (азерб. quru) означает «пересохший, маловодный».